# Zhong Ding
Zhong Ding (chiń. 仲丁), imię własne Zi Zhuang – władca Chin z dynastii Shang.
Starożytna chińska kronika Zapiski historyka autorstwa Sima Qian informuje, że zasiadł na tronie po śmierci swojego ojca Tai Wu (太戊). Jego stolicą było początkowo miasto Bo (亳). Zgodnie z jego decyzją przeniesiono jednak stolicę do miasta Ao (隞) położonego około dwieście kilometrów na wschód od Bo.
O czasach jego panowania wiemy niewiele. Prawdopodobnie jednak wtedy rozpoczęła się ekspansja Shangów na wschód wzdłuż rzeki Huang He. Zbliżenie się do miejsca działań wojennych było prawdopodobnie powodem przeniesienia stolicy.
Kolejnym władcą został jego młodszy brat Wai Ren.